# Lửng châu Á
Lửng châu Á (danh pháp hai phần: Meles leucurus) là một loài lửng bản địa Trung Quốc, Kazakhstan, bán đảo Triều Tiên và Nga. Loài lửng này có màu hầu như sáng hơn lửng châu Âu dù một số dạng có kiểu màu gần giống với màu của lửng châu Âu. Chúng có kích thước nhỏ hơn lửng châu Âu và có răng hàm trên khá dài hơn. Tổng cộng có 5 phân loài.

## Hình ảnh

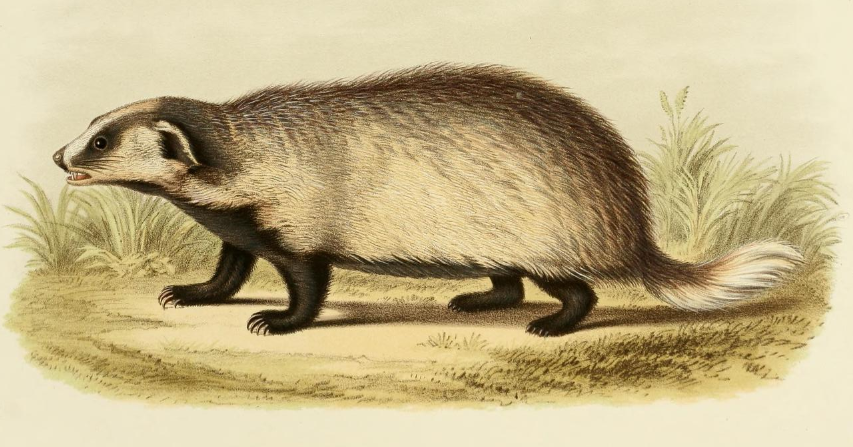
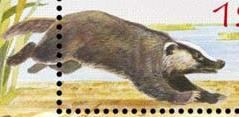
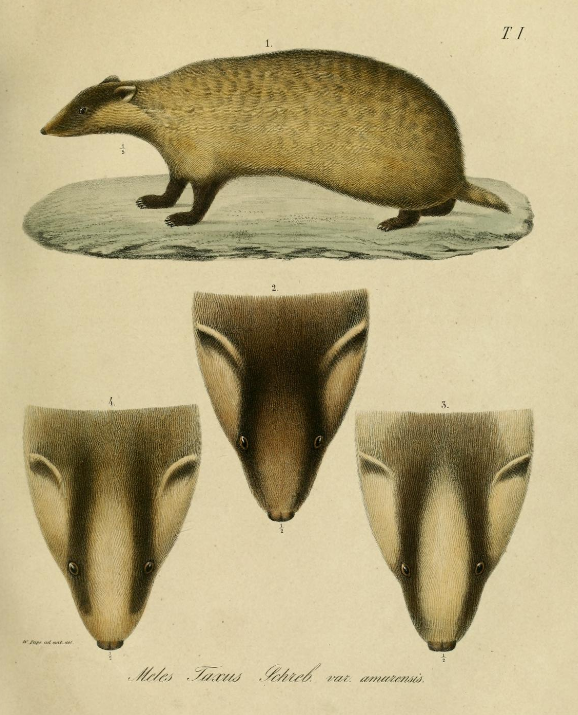